# Cantone di L'Isle-Jourdain (Occitania)
Il Cantone di L'Isle-Jourdain è una divisione amministrativa dell'arrondissement di Auch, con capoluogo L'Isle-Jourdain.
A seguito della riforma approvata con decreto del 26 febbraio 2014, che ha avuto attuazione dopo le elezioni dipartimentali del 2015, è passato da 14 a 10 comuni.

## Composizione
I 14 comuni facenti parte prima della riforma del 2014 erano:
- Auradé
- Beaupuy
- Castillon-Savès
- Clermont-Savès
- Endoufielle
- Frégouville
- Giscaro
- L'Isle-Jourdain
- Lias
- Marestaing
- Monferran-Savès
- Pujaudran
- Razengues
- Ségoufielle

Dal 2015 i comuni appartenenti al cantone sono i seguenti 10:
- Auradé
- Clermont-Savès
- Endoufielle
- Frégouville
- L'Isle-Jourdain
- Lias
- Marestaing
- Monferran-Savès
- Pujaudran
- Ségoufielle